# Plebejus immaculata
Plebejus immaculata är en fjärilsart som beskrevs av Ralph L. Chermock 1929. Plebejus immaculata ingår i släktet Plebejus och familjen juvelvingar. Inga underarter finns listade i Catalogue of Life.